# リーダー作戦
リーダー作戦 (英:Operation Leader) は、大西洋攻防戦において1943年（昭和18年）10月4日に連合国軍が実施した北欧スカンディナヴィア半島沿岸のドイツ軍に対する攻撃。キング・ジョージ5世級戦艦を含むイギリス海軍の本国艦隊と、その指揮下にあったアメリカ海軍の航空母艦「レンジャー」がブリテン諸島より出撃し、艦上機が空襲を敢行して枢軸陣営の船舶に損害を与えた。

## 概要

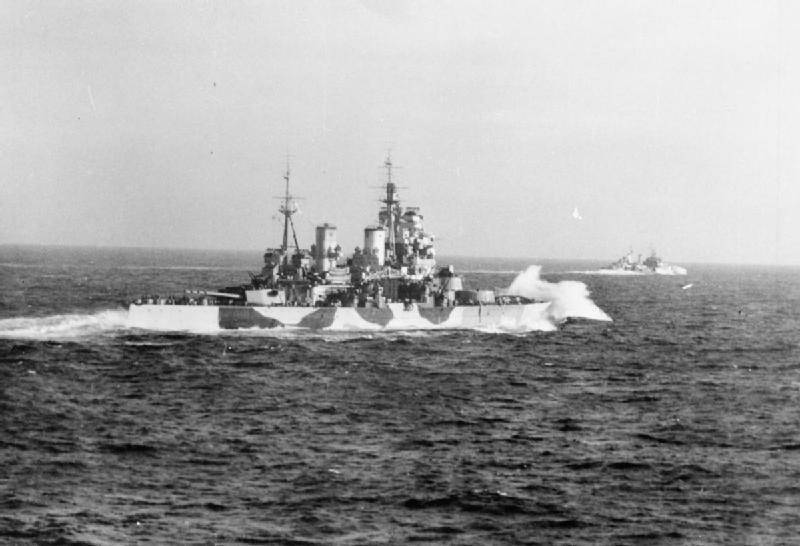
リーダー作戦時のアンソンとベルファスト。

1943年（昭和18年）初頭の時点でも、ノルウェーのフィヨルドに配備されたドイツ海軍の水上艦艇は、北極海を経由してソビエト連邦に向かう輸送船団の脅威であった。
5月から8月まではアメリカ海軍がサウスダコタ級戦艦2隻を本国艦隊に派遣していたが、太平洋戦線での反攻作戦に参加するためアメリカ本土へ戻ってしまう。8月下旬には、正規空母レンジャーや巡洋艦および駆逐艦がブリテン諸島に到着し、本国艦隊の指揮下に入った。
9月8日、ドイツ海軍の戦艦2隻（ティルピッツ、シャルンホルスト）と護衛の駆逐艦がクメッツ提督の指揮下で出撃し、北極海のスピッツベルゲン島に艦砲射撃をおこなった（ジトロネラ作戦）。イギリス海軍の本国艦隊はスコットランドのスカパ・フローから出動したが、ドイツ艦隊は撤収していた。
ドイツ艦隊が拠点としていたコー・フィヨルドは連合国軍航空機の航続距離圏外であり、空母の数も足りなかったので、イギリス軍は特殊潜航艇によるコマンド作戦を企図する。9月22日、ティルピッツはX艇による奇襲作戦で大破した。ティルピッツは大修理を行わなくては戦力にならず、重巡リュッツォウも改装のためドイツへ帰投したので、北方海域における当面の脅威はシャルンホルストだけになった。
既述のように本国艦隊（司令長官ブルース・フレーザー中将）には、アメリカ海軍のオラフ・M・ハストヴェット少将が率いる大西洋艦隊所属艦艇が合流していた。リーダー作戦は、ノルウェーのボードー地域沿岸のドイツ船舶に対する攻撃を企図したものである。参加艦艇は、イギリス戦艦2隻（デューク・オブ・ヨーク、アンソン）、空母レンジャー（米海軍）、重巡タスカルーサ（米海軍）、大型軽巡ベルファスト（英海軍）、アメリカ・イギリス両軍の駆逐艦12隻であった。

## 経過

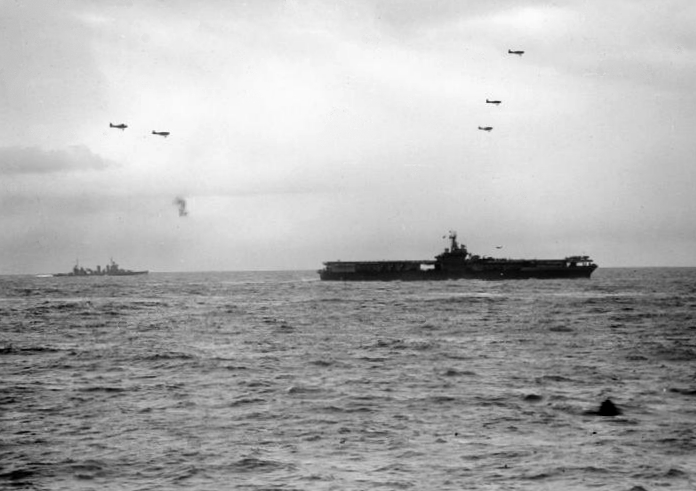
リーダー作戦時のレンジャーとタスカルーサ。

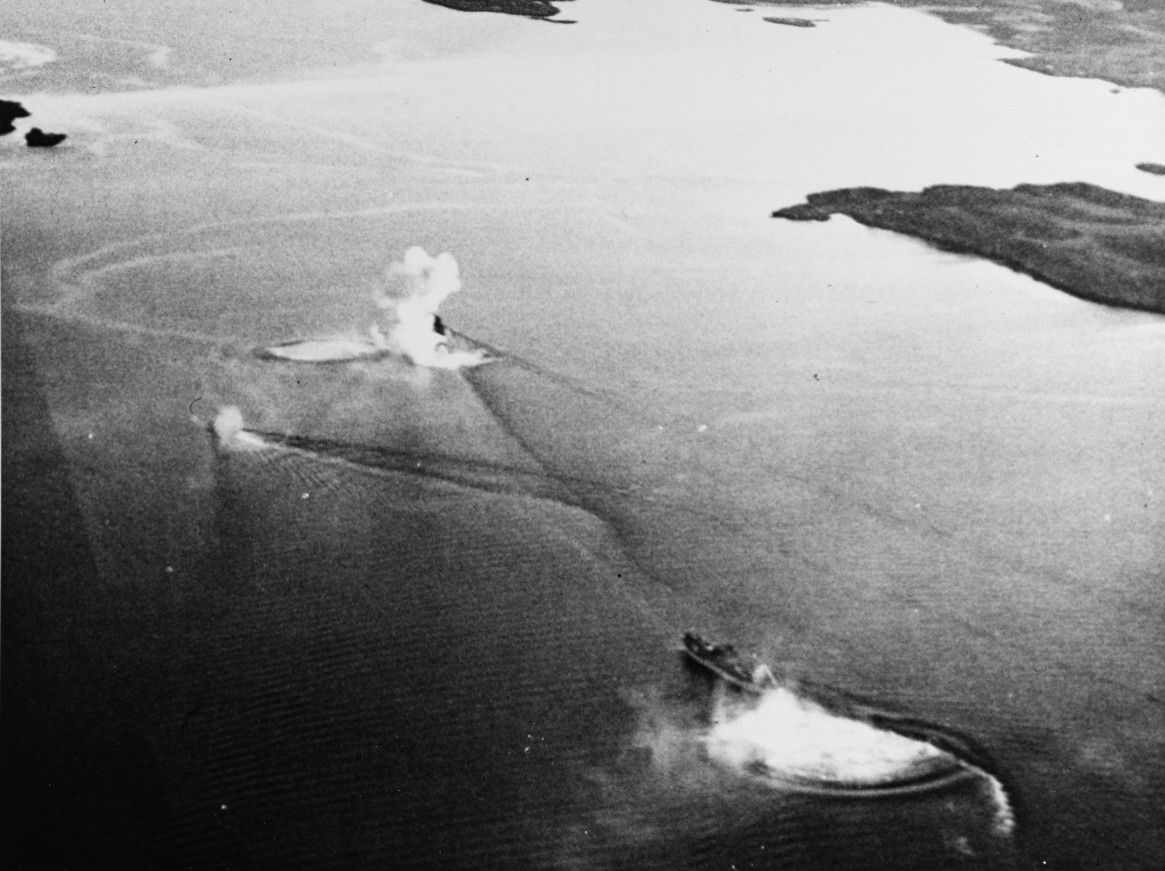
空襲下のタンカーとM365掃海艇。

1943年（昭和18年）10月2日、本国艦隊（旗艦デューク・オブ・ヨーク）はスカパ・フローを出撃した。
10月4日午前6時には、ボードー西方沖の攻撃部隊発進予定地点に到着した。だが、発艦に必要な風の確保のため攻撃隊発進は6時18分となった。レンジャーから第4爆撃飛行隊（VB-4）所属のSBDドーントレス急降下爆撃機20機（500ポンドまたは1000ポンド爆弾搭載）と、護衛のワイルドキャット戦闘機8機が発進、集合後6時40分にボードーへと向かった。
ボード―では、まずドーントレス4機が大型汽船のラプラタ（La Plata、8000英トン）を発見し、攻撃した。次いで汽船Kerkplein、タンカーSchleswigおよび掃海艇M365からなる船団を攻撃した。残る8機のドーントレスはボードー港内の船4隻を攻撃、小型汽船Rabatを沈め、Cap Guirを大破させた。攻撃側ではドーントレス1機が撃墜され乗員2名が戦死した。また別の1機が被弾して着水し、乗員は捕虜となった。またワイルドキャット1機（チャールズ・L・ムーア少佐）が被弾している。
7時30分には第4雷撃飛行隊（VT-4）のアヴェンジャー艦上攻撃機10機（500ポンド爆弾4発搭載）とワイルドキャット6機がSandnessjøenへと向かった。攻撃隊はまず汽船Topekaを攻撃して座礁させたが陸上からの対空砲火によってアヴェンジャー1機が撃墜された。続いてタンカーVaagan、フェリーバージF232、それから最初の攻撃ではほとんど損害を受けていなかったラプラタを攻撃、ラプラタは2発の爆弾が命中して沈没した。さらに攻撃隊は兵員輸送船Skramstadも沈めた。
10月4日午後、退避中のレンジャー艦隊はドイツ空軍の航空機に発見され、レーダーに誘導された戦闘空中哨戒のF4Fが迎撃にむかう。Ju88 1機とHe115 1機がワイルドキャットにより撃墜された。残り1機も追い払われた。
リーダー作戦における連合国側の損害は戦闘で急降下爆撃機2と艦上攻撃機1を喪失、着艦失敗で艦上戦闘機1機喪失という軽微なものだった。